# Cristal de chumbo
O cristal de chumbo é um vidro que contém matérias-primas de qualidade bastante superior em pureza, conforme determinações da norma DIN, devendo conter chumbo, além de potássio e bário.
Vidro é a denominação genérica do produto resultante da transformação da areia (SiO2), potássio (K2O), bário (BaO) e cálcio (CaO) em um silicato, após permanecer a uma temperatura em torno de 1500°C por umas 10 horas. Esta é a composição básica utilizada para a fabricação de vidros comuns, como garrafas, vidros para conservas, etc.
Adicionando-se o bórax a esta mesma composição, obtêm-se os vidros de laboratório, que demandam na sua utilização uma maior resistência aos choques térmicos.

## Composição
Nos vidros-cristais com composto de chumbo, o somatório das frações mássicas de chumbo e bário deve atingir no mínimo 10% sobre o total da mistura, que apresenta como resultado mais brilho e transparências as peças.
Por exemplo, os cristais com 24% de chumbo são considerados nobres, isentos de qualquer impureza, como determinado pela norma DIN. O teor de 24% PbO é o que proporciona às peças de cristal, maior transparência, maior peso e o inigualável brilho caracteristico.